# 3 Regiment Pieszy Buławy Polnej Litewskiej

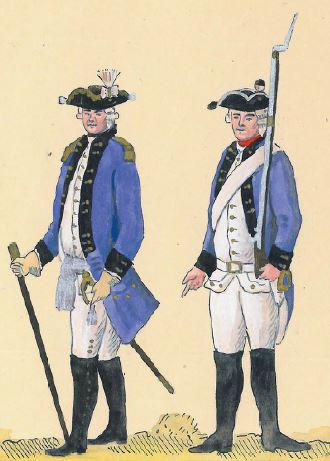
Żołnierze regimentu 1 Buławy Polnej Litewskiej w 1775

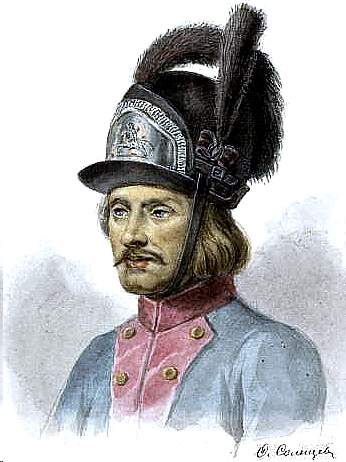
Żołnierz 3 pp z czasów wojny polsko-rosyjskiej 1792

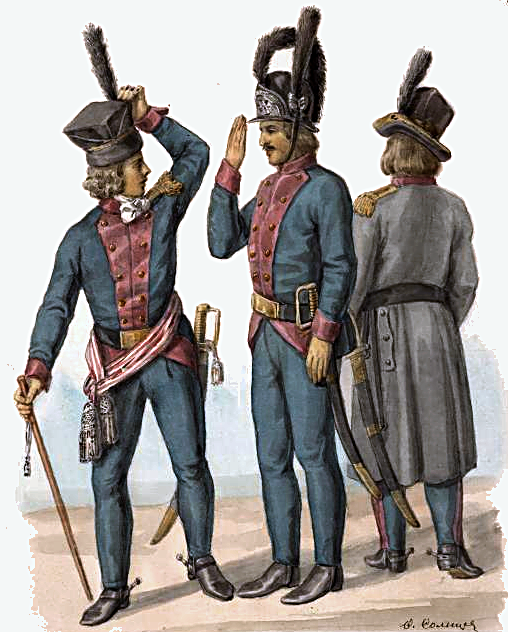
Żołnierz 3 pp z czasów wojny polsko-rosyjskiej 1792

3 Regiment Pieszy Buławy Polnej Litewskiej – oddział piechoty armii Wielkiego Księstwa Litewskiego wojska I Rzeczypospolitej.

Inna nazwa: Regiment 1 Pieszy Buławy Polnej Litewskiej

## Formowanie i zmiany organizacyjne
Była to jednostka taktyczna składająca się z kilku kompanii piechoty, będąca odpowiednikiem późniejszego pułku piechoty. Nazwa regimentu odzwierciedlała fakt, iż szefem jednostki był każdorazowo hetman polny litewski.
Początkowo w 1717 nazywany "pułkiem infanterii hetmana polnego Wielkiego Księstwa Litewskiego", około 1759 regimentem pieszym buławy polnej Wielkiego Księstwa Litewskiego, w 1776 regimentem 3 buławy polnej Wielkiego Księstwa Litewskiego, a w 1793 regimentem 3 litewskim.
Regiment Pieszy 3 (Regiment 1) Buławy Polnej Litewskiej powstał w 1775 roku w wyniku spieszenia regimentu Dragonii Buławy Polnej?. 
W 1776 roku liczył etatowo 220 żołnierzy. Stan faktyczny według „raty marcowej” z 1777 roku wynosił 215 żołnierzy. Regiment składał się ze sztabu, kompanii pułkownika, kompanii sec. pułkownika, kompanii podpułkownika i kompanii sec. podpułkownika.
Reformy sejmu czteroletniego przewidywały w 1789 przyrost liczebności wojsk do armii 100 tysięcznej. Etat regimentu przewidywał 2153 osób. 
Nieco później zmniejszono jej etat do 65 tysięcy. Ten jak i wcześniejsze etaty nie zostały zrealizowane. Nie udało się też rozbudować jednostki do ośmiu kompanii. Powiększono jedynie już istniejące
W 1792 roku etat przewidywał 1440 żołnierzy. W połowie kwietnia jednobatalionowy regiment liczył 724 osoby. We wrześniu służyło rzeczywiście 864 osób. Rozbudowano istniejące kompanie. 
W sierpniu 1793 roku redukowano wojsko polskie. Etat wynosił 752 żołnierzy, a w rzeczywistości służyło 712 żołnierzy. Etat ten podwyższono i w końcu grudnia 1793 roku etatowy stan regimentu wynosił 1432 żołnierzy, a faktyczny 636.
Przy zachowaniu etatu z 1776, nowy zaciąg dla jednostki przewidywał 320 ludzi, co razem miało stanowić 540 żołnierzy w służbie. Stan oddziału w 1792 roku, do czasu przejęcia wojska litewskiego przez konfederację targowicką, wynosił etatowo 1440 żołnierzy, a praktycznie 864. Można przyjąć, że w kwietniu 1794 roku stan regimentu wynosił etatowo 1432 żołnierzy, a faktyczny 673.
Regiment posiadał dwa bataliony złożone z 4 kompanii. Jego stan liczebny na dzień 1 sierpnia 1793 wynosił 712 ludzi, a 16 kwietnia 1794 roku około 600.

## Barwa regimentu
- Po 1776: wyłogi czarne, guziki złote. Piechota litewska używała rajtroków chabrowych[12].
- Podczas insurekcji kościuszkowskiej: wyłogi zielone, guziki złote[12].

## Stanowiska
Regiment stacjonował w następujących miejscowościach:
- Mińsk (1775),
- Janiszki (1778),
- Nowogródek, Szereszów (1778-1789),
- Kowno (1789),
- Wilno (1790),
- Kowno (1791),
- Preny (grudzień 1792),
- Szaty (1794).

## Żołnierze regimentu
Regiment przynależał do Buławy Polnej Litewskiej i do 1791 roku szefowali mu hetmani polni litewscy. Po zniesieniu Buławy Polnej szefem jednostki został w 1792 roku gen. inspektor Paweł Grabowski, którego za czasów konfederacji targowickiej zastąpił hetman polny litewski Szymon Kossakowski, a tego z kolei w 1793 roku Michał Kossakowski?.
Regimentem dowodził zazwyczaj pułkownik. Stanowisko szefa regimentu, związane z wielkimi poborami, było najczęściej uważane za synekurę. Szefowie posiadali prawo fortragowania (przedstawiania do awansu) oficerów.
W 1777 roku w sztabie winno znajdować się poza szefem i regimentsfelczerem: sześciu oficerów - pułkownik, podpułkownik, major, regimentskwatermistrz, audytor i adiutant. W regimencie występowało  zwiększenie rang tytularnych. Faktycznie każdy z oficerów miał wyższy stopień „w wojsku” niż rzeczywiście pełniony. Początkowo kwatermistrzowie i audytorowie posiadali niższe rangi niż kapitańska. W kompaniach miało być po trzech oficerów: kapitan sztabowy, porucznik i chorąży. Wyjątek stanowiła kompania podpułkownika, w której nie było kapitana. Razem poza szefem i regimentsfelczerem w jednostce powinno być 17 oficerów. Faktycznie było ich 15.
W 1792 roku w regimencie służyło czterech sztabsoficerów z nadetatowym podpułkownikiem Buchowieckim, 16 osób średniego i niższego sztabu, 16 oficerów w kompaniach, 44 podoficerów, 12 doboszów, 632 szeregowych, w tym 8 cieśli.
Szefowie regimentu?: 
- Stanisław Denhoff (miecznik w. lit. zm. 1728),
- książę Michał Kazimierz Radziwiłł Rybeńko (1736-1744),
- Michał Józef Massalski (4 października 1744 do 1762),
- Aleksander Michał Sapieha (1762),
- Józef Sylwester Sosnowski (wojewoda połocki 1776–1780),
- Ludwik Tyszkiewicz (1780–1793),
- Kossakowski (pisarz polny, 1794).

Pułkownicy: 
- Brzostowski (starosta orszański 1754, gen. lejtn. 1755),
- Józef Osipowski (13 lutego 1778) (podkomorzy smoleński 1787),
- książę Ignacy Giedroyć (1789),
- Paweł Jerzy Grabowski (1794).

## Walki regimentu
3 Regiment Pieszy uczestniczył w 1792 w wojnie polsko-rosyjskiej toczonej w obronie Konstytucji 3 Maja. Dowódca: gen. Paweł Jerzy Grabowski. Stan osobowy: 901 ludzi.
Bitwy i potyczki
- Granne (24 lipca 1792),
- Wilno (11 sierpnia 1794),
- Praga (4 listopada)
- bitwa pod Mirem (11 czerwca 1792)[2]